# Sharon Small
Pour les articles homonymes, voir Small.
Sharon Small née le 1er janvier 1967 dans le secteur de Drumchapel de Glasgow, Écosse est une actrice écossaise qui joue le rôle de Trudi Malloy dans le feuilleton britannique Mistresses. Son rôle  TV le plus connu est celui du Sergent Détective Barbara Havers dans la série Meurtres à l'anglaise,  adaptation des romans  The Inspector Lynley Mysteries de Elizabeth George. Elle est l’ainée de cinq frères et sœurs. Elle a deux fils, Leo (2006) et Zac (2008) avec son conjoint, le photographe Dan Bridges.

## Filmographie

### Cinéma
- 2009 - Pop Art (Court-Métrage)
- 2004 - Dear Frankie : Marie
- 2004 - Belly Button : Kika
- 2002 - Pour un garçon (About a Boy) : Christine
- 1998 - Driven : Caroline Hall
- 1997 - Bumping the Odds : Terry
- 1997 - Bite : Alison

### Télévision

#### Téléfilms
- 2010 - Agatha Christie's Marple : Mary Pritchard
- 2006 - Rebus : Miranda Masterson
- 2005 - Shakespeare Retold: A Midsummer Night's Dream : Titania
- 2003 - Cutting It : Boo Wiberley
- 1997 - The Bill : Gina Nash
- 1997 - No Child of Mine : Linda

#### Séries télévisées
- 2024 - Nightsleeper : Liz Draycott
- 2020 - The Bay : Rose Marshbrook
- 2017 - Trust Me (en) : Dr Brigitte Rayne
- 2017 - Born to Kill : Cathy
- 2015 - Stonemouth (2 épisodes) : Connie Murston
- 2014 - Law & Order: UK (1 épisode) : DI Elisabeth Flynn
- 2014 - Meurtres au paradis (Death in Paradise) (S03E03) : Dorothy Foster
- 2014 - Inspecteur Barnaby, (Midsomer Murders) (S16E03) : Ruth Cameron
- 2013 - Silent Witness (2 épisodes) : Geraldine Briggs
- 2013 - Call the Midwife (1 épisode) : Nora Harding
- 2012 - Kidnap and Ransom (3 épisodes) : Beth Cooper
- 2012 - New Tricks (1 épisode) : Minnie/Annabel Tilson
- 2011 - Downton Abbey (1 épisode) : Marigold Shore
- 2009 - Murderland (3 épisodes) : Dr Laura Maitland
- 2008–2010 - Mistresses - Trudi Malloy
- 2007 - Nina and the Neurons (7 épisodes) : Bud the Taste Neuron
- 2001–2007 - Meurtres à l'anglaise (The Inspector Lynley Mysteries) — Détective Sergent Barbara Havers
- 2000 - Glasgow Kiss (6 épisodes) : Cara Rossi
- 1999–2000 – Sunburn (14 épisodes) : Carol Simpson
- 1997 - Hamish Macbeth (1 épisode) : WPC Anne Patterson
- 1996 - Doctor Finlay (1 épisode) : Irene Gallagher
- 1994 - Taggart (1 épisode) : Michelle Gibson

## Théâtre
- 2015 - Carmen Disruption (The Almeida Theatre) : The Singer
- 2015 - Luna Gale de Rebecca Gilman (Hampstead Theatre) : Caroline
- 2014 - Arden of Faversham (Royal Shakespeare Company) : Alice Arden
- 2010 - Spur of the Moment de Anya Reiss (Royal Court Theatre) : Vicky Evans
- 2010 - Men Should Weep de Ena Lamont Stewart (National Theatre) : Maggie Morrison
- 2009 - Life Is A Dream (Warehouse) : Estrella Donmar
- 2005 - Lear de Edward Bond (Sheffield Crucible Theatre) : Fortanelle
- 2004 - When Harry Met Sally (Theatre Royal Haymarket) : Marie
- 1998 - London Cuckolds de Edward Ravencroft (Royal National Theatre)
- 1996 - The Nun (Greenwich Studio Theatre)
- 1994 - The Threepenny Opera by Bertolt Brecht (London Donmar Theatre) : Polly

## Radio
- At The Foot Of The Cross : Narrateur
- High Table, Lower Orders : Zoe
- "Dr. Finlay - The Adventures Of A Black Bag" : infirmière Angus
- Angel : Lorraine
- The Order of Release : Effie Ruskin